# Ride On (альбом)
Ride On — третий сольный студийный альбом экс-гитариста Guns N' Roses Иззи Стрэдлина, вышедший в 1999 году . В записи альбома также участвовал Дафф МакКаган, бывший бас-гитарист Guns N' Roses.

## Список композиций
1. «Ride On» (5:27)
2. «California» (3:26)
3. «Spazed» (3:40)
4. «Primitive Man» (2:43)
5. «Trance Mission» (3:39)
6. «Needles» (4:06)
7. «The Groper» (3:33)
8. «Here Comes The Rain» (3:56)
9. «Hometown» (4:10)
10. «Highway Zero» (2:58)

## Участники записи
- Иззи Стрэдлин — вокал, гитара
- Рик Ричардс[англ.] — гитары
- Дафф МакКаган — бас
- Тэз Бентли[англ.] — ударные